# J.League Division 2 2007
Die J.League Division 2 2007 war die neunte Spielzeit der japanischen J.League Division 2. An ihr nahmen dreizehn Vereine teil. Die Saison begann am 3. März und endete am 1. Dezember 2007, die Relegationsspiele mit dem Tabellensechzehnten der Division 1 2007 wurden am 5. und 8. Dezember ausgetragen.
Meister und damit Aufsteiger in die J.League Division 1 2008 wurde Consadole Sapporo. Neben Yokohama stiegen auch der Vizemeister Tokyo Verdy 1969 sowie der Drittplatzierte Kyōto Sanga auf, Kyōto setzte sich hierbei in der Relegation in zwei Spielen über Sanfrecce Hiroshima durch.

## Modus
Die Saison wurde in einem doppelten Doppelrundenturnier ausgetragen, die Vereine spielten demnach viermal gegeneinander, zweimal zuhause und zweimal auswärts; durch die Aufstockung des Teilnehmerfeldes auf 13 Vereine ergaben sich somit insgesamt 48 Partien pro Mannschaft. Für einen Sieg gab es drei Punkte, bei einem Unentschieden einen Zähler. Die Tabelle wurde also nach den folgenden Kriterien erstellt:
1. Anzahl der erzielten Punkte
2. Tordifferenz
3. Erzielte Tore
4. Ergebnisse der Spiele untereinander
5. Entscheidungsspiel oder Münzwurf

Die beiden Vereine mit den meisten Punkten stiegen am Ende der Saison in die J.League Division 1 2008 auf. Der Tabellendritte spielte mit dem Tabellensechzehnten der J.League Division 1 2007 in Hin- und Rückspiel um einen weiteren Platz in der Division 1. Bei Torgleichheit nach Ende dieser zwei Spiele kam die Auswärtstorregel zur Anwendung; sollte auch diese keine Entscheidung bringen, wurde eine Verlängerung sowie nötigenfalls ein Elfmeterschießen durchgeführt.

## Teilnehmer
Insgesamt nahmen dreizehn Mannschaften an der Spielzeit teil. Hierbei stiegen am Ende der Vorsaison drei Vereine in die Division 1 2007 auf. Meister Yokohama FC schaffte zum ersten Mal seit seiner Gründung vor acht Jahren als Nachfolgeverein der mit dem Stadtrivalen Marinos fusionierten Yokohama Flügels den Aufstieg in die Division 1. Vizemeister Kashiwa Reysol dagegen schaffte den direkten Wiederaufstieg in die J1. In der Relegation für einen Platz in Japans höchster Spielklasse setzte sich der Drittplatzierte Vissel Kōbe gegen den Division 1-Sechzehnten Avispa Fukuoka nach zwei Unentschieden dank der Auswärtstorregel durch.
Neben Fukuoka stiegen zwei weitere Vereine ab. Wie der Verein von der Insel Kyūshū kehrte auch der Tabellenletzte Kyōto Purple Sanga nach nur einer Saison wieder zurück in die japanische zweite Liga. Kyōto änderte nach dem Abstieg zudem den Vereinsnamen und trat fortan als Kyōto Sanga auf. Begleitet wurden die beiden Teams vom Vorletzten Cerezo Osaka, die nach vier Jahren in der Division 1 zum zweiten Mal in die Division 2 zurückfielen.
| Verein            | Stadt/Region         | Stadion                                     |
| ----------------- | -------------------- | ------------------------------------------- |
| Avispa Fukuoka    | Fukuoka, Fukuoka     | Hakatonomori Football Stadium1              |
| Cerezo Osaka      | Osaka, Osaka         | Nagai Second Stadium und Nagai Stadium2     |
| Consadole Sapporo | Sapporo, Hokkaidō    | Sapporo Dome und Sapporo Atsubetsu Stadium3 |
| Ehime FC          | Matsuyama, Ehime     | Ehime Matsuyama Athletic Stadium            |
| Kyōto Sanga       | Kyōto, Kyōto         | Nishikyōgoku Athletic Stadium4              |
| Mito HollyHock    | Mito, Ibaraki        | Kasamatsu Stadium5                          |
| Montedio Yamagata | Yamagata, Yamagata   | ND Soft Stadium                             |
| Sagan Tosu        | Tosu, Saga           | Tosu Stadium6                               |
| Shonan Bellmare   | Hiratsuka, Kanagawa  | Hiratsuka Athletic Stadium                  |
| Thespa Kusatsu    | Kusatsu, Gunma       | Gunma Shikishima Athletic Stadium7          |
| Tokushima Vortis  | Tokushima, Tokushima | Pocarisweat Stadium8                        |
| Tokyo Verdy 1969  | Tokio                | Ajinomoto Stadium9                          |
| Vegalta Sendai    | Sendai, Miyagi       | Yurtec Stadium Sendai                       |

Bemerkungen
1. Avispa Fukuoka trug ein Heimspiel im Nagasaki Athletic Stadium in Nagasaki, Nagasaki aus.[2]
2. Cerezo Osaka nutzte während der Saison zwei der insgesamt drei Stadien im Nagai Park. Im 47.000 Zuschauer fassenden Nagai Stadium wurden acht, im für 15.000 Besucher ausgelegten Nagai Second Stadium dreizehn Spiele ausgetragen. Darüber hinaus fand je ein Spiel im Miki Athletic Stadium in Miki, Hyōgo, im Tecnoport Fukui Stadium in Sakai, Fukui und im Tottori Bank Bird Stadium in Tottori, Tottori statt.[3]
3. Consadole Sapporo trug elf Heimspiele im Sapporo Dome und neun im Sapporo Atsubetsu Stadium aus. Zusätzlich dazu fanden zwei Heimspiele im Muroran Irie Stadium in Muroran, Hokkaidō und je eines im Hakodate Chiyogaidai Park Athletic Stadium in Hakodate, Hokkaidō und im Nishigaoka Soccer Stadium in Tokio statt.[4]
4. Kyōto Sanga trug zwei Heimspiele im Kagoshima Kamoike Stadium in Kagoshima, Kagoshima und ein Spiel im Tecnoport Fukui Stadium in Sakai, Fukui aus.[5]
5. Mito HollyHock trug je ein Heimspiel im Hitachinaka City Stadium in Hitachinaka, Ibaraki, im Mito Stadium in Mito, Ibaraki, im Hitachi Athletic Stadium in Hitachi, Ibaraki und im Ashikaga Athletic Stadium in Ashikaga, Gunma aus.[6]
6. Sagan Tosu trug drei Heimspiele im Saga Athletic Stadium in Saga, Saga aus.[7]
7. Thespa Kusatsu trug zwei Heimspiele im Matsumotodaira Football Stadium in Matsumoto, Nagano und ein Heimspiel im Kumagaya Athletic Stadium in Kumagaya, Saitama aus.[8]
8. Tokushima Vortis trug ein Heimspiel im Kagawa Marugame Stadium in Takamatsu, Kagawa aus. Das Pocarisweat Stadium hieß bis zum 30. April 2007 Naruto Athletic Park Stadium.[9]
9. Tokyo Verdy 1969 trug fünf Heimspiele im Olympiastadion und vier Heimspiele im Nishigaoka Soccer Stadium aus.[10]

## Trainer
| Verein            | Cheftrainer                                  |
| ----------------- | -------------------------------------------- |
| Consadole Sapporo | Toshiya Miura                                |
| Vegalta Sendai    | Tatsuya Mochizuki                            |
| Montedio Yamagata | Yasuhiro Higuchi                             |
| Mito HollyHock    | Hideki Maeda                                 |
| Thespa Kusatsu    | Shigeharu Ueki                               |
| Tokyo Verdy 1969  | Ruy Ramos                                    |
| Shonan Bellmare   | Masaaki Kanno                                |
| Kyoto Sanga FC    | Naohiko Minobe → Hisashi Katō                |
| Cerezo Osaka      | Satoshi Tsunami → Shunji Kishi → Levir Culpi |
| Tokushima Vortis  | Masataka Imai                                |
| Ehime FC          | Kazuhito Mochizuki                           |
| Avispa Fukuoka    | Pierre Littbarski                            |
| Sagan Tosu        | Yasuyuki Kishino                             |

## Spieler
| Verein            | Spieler |
| ----------------- | --- |
| Consadole Sapporo | Junji Nishizawa (38/0), Yūshi Soda (45/7), Tomohiko Ikeuchi (32/2), Hiroyuki Nishijima (44/1), Tomohiro Wanami (2/0), Makoto Sunakawa (42/2), Kengo Ishii (36/6), Davi (39/17), Shin’ya Aikawa (9/1), Genki Nakayama (45/6), Bruno Quadros (43/1), Shinji Ōtsuka (39/0), Caue (32/2), Hironobu Haga (47/1), Kazumasa Uesato (7/0), Yūki Kaneko (7/0), Kentarō Kawasaki (2/0), Yasuaki Okamoto (9/2), Seiya Fujita (39/7), Yūya Satō (1/0), Daigo Nishi (5/1), Takahiro Takagi (47/0), Masaya Nishitani (38/10), Hiroshi Kichise (2/0), Itacare (3/0), Chong Yong-de (10/0) |
| Vegalta Sendai    | Kiyomitsu Kobari (11/0), Kōsuke Kitani (41/0), Kōdai Watanabe (11/0), Hiroyuki Shirai (12/0), Jonilson (42/0), Shingo Kumabayashi (6/1), Naoki Chiba (43/4), Lopes (42/14), Takayuki Nakahara (20/1), Ryang Yong-gi (48/8), William (2/0), Fabinho (8/0), Yūki Nakashima (47/10), Yōsuke Nakata (7/0), Takuto Hayashi (19/0), Keita Isozaki (31/0), Hiroki Bandai (40/14), Kunimitsu Sekiguchi (44/2), Junnosuke Schneider (18/0), Naoya Tamura (15/1), Atsushi Nagai (40/2), Naoki Sugai (40/6), Shin’ya Tanoue (36/2), Shingo Tomita (18/1), Yoshiaki Maruyama (3/0), Jun’ya Hosokawa (1/0), Kazunari Okayama (18/2) |
| Montedio Yamagata | Kenta Shimizu (48/0), Masakazu Washida (21/0), Leonardo (43/1), Shōgo Kobara (35/2), Takumi Watanabe (31/2), Hayato Sasaki (35/2), Katsuyuki Miyazawa (44/4), Takumi Motohashi (21/0), Takuya Yokoyama (38/8), Nobuyuki Zaizen (38/1), Yōhei Toyoda (29/6), Tatsuya Ishikawa (46/2), Kōhei Hayashi (19/2), Kazuya Maeda (4/0), Kōhei Usui (27/2), Makoto Kimura (9/0), Kenta Kifuji (13/1), Masaru Akiba (43/3), Ryōsuke Nemoto (17/2), Takuya Sonoda (11/0), Shōgo Sakai (15/0), Tomotaka Kitamura (43/8), Kentarō Satō (10/0), Kōsuke Suda (19/0), Gustavo (2/0) |
| Mito HollyHock    | Kōji Homma (35/0), Daishi Hiramatsu (41/0), Kazuhiro Suzuki (44/0), Shin’ya Hatta (12/0), Shōhei Ogura (42/2), Jun Muramatsu (35/1), Edinaldo (12/0), Takaaki Suzuki (17/0), Shōgo Shiozawa (42/7), Takuya Shiihara (36/0), Takafumi Yoshimoto (30/4), Hiromasa Kanazawa (46/2), Kim Ki-su (18/1), Kōhei Nishino (38/7), Takashi Kuramoto (13/0), Hiroyuki Takeda (12/0), Ken’ichi Mori (3/0), Keisuke Endō (16/0), Jun Shimanuki (1/0), Yoshikazu Suzuki (38/2), Biju (22/0), Yūya Iwadate (34/1), Hiroki Katō (4/0), Kazuhiko Shingyōji (30/2), Hideyuki Nakamura (14/1), Yoshinobu Harada (1/0), Masashi Ōwada (14/1) |
| Thespa Kusatsu    | Seiji Honda (48/0), Takeshi Terada (30/1), Kei Omoto (38/2), Jun Tanaka (27/0), Chika (30/4), Nobuhito Toriizuka (48/4), Sōtarō Sada (39/0), Wataru Yamazaki (24/0), Yasunori Takada (43/0), Yoshiki Nakai (2/0), Ryōji Ujihara (31/7), Marlon (2/0), Masami Satō (12/1), Takeshi Kuwahara (21/0), Tadahiro Akiba (41/0), Kazuki Sakurada (46/2), Ryō Gotō (12/0), Kōji Matsuura (40/5), Daisuke Fujii (24/0), Satoshi Yoshioka (8/0), Daiki Satō (2/0), Hitoyoshi Satomi (4/0), Shōta Iwata (1/0), Yūki Matsushita (37/3), Takurō Okuyama (2/0), Careca (19/4), Yasushi Kita (7/0) |
| Tokyo Verdy 1969  | Shin’ya Yoshihara (13/0), Shigenori Hagimura (22/1), Taisei Fujita (10/0), Kenta Togawa (32/1), Ze Luis (21/1), Tomo Sugawara (33/0), Hiroshi Nanami (17/0), Hideki Nagai (18/3), Hulk (42/37), Diego (47/13), Harutaka Ōno (34/3), Yūsuke Satō (27/0), Seitarō Tomisawa (30/1), Shin Kanazawa (20/3), Kazunori Iio (19/2), Yukio Tsuchiya (40/3), Kōjirō Kaimoto (26/0), Yūzō Funakoshi (26/8), Nozomi Hiroyama (32/7), Yoshinari Takagi (36/0), Toshihiro Hattori (47/0), Masaki Saitō (5/0), Tsuyoshi Yoshitake (5/0), Kazuki Hiramoto (3/0), Kōsei Shibasaki (6/0), Taira Inoue (12/0), Kensuke Fukuda (15/0), Yūgo Ichiyanagi (8/0), Silva (12/1), Hiroki Kawano (1/0)                                                             |
| Shonan Bellmare   | Toshihide Saitō (46/4), Jean (37/3), Yūsuke Murayama (10/0), Kōji Nakazato (17/0), Yūzō Tamura (31/2), Eduardo Marques (20/5), Kōji Sakamoto (44/3), Naoya Umeda (15/0), Adiel (41/12), Naoki Ishihara (45/12), Shōta Suzuki (19/2), Genki Nagasato (39/3), Yoshio Kitajima (33/2), Tatsuyuki Tomiyama (3/0), Shun’ichirō Zaitsu (8/0), Daisuke Tonoike (13/1), Ryūta Hara (39/11), Hiroyuki Omata (31/0), Takatoshi Matsumoto (17/0), Keisuke Moriya (1/0), Nozomu Katō (47/10), Kim Yeong-gi (48/0), Kōsuke Nakamachi (9/0), Nobutaka Suzuki (9/0), Takahiro Yamaguchi (27/1), Yūki Igari (1/0), Michiaki Kakimoto (10/0), Satoru Hayashi (1/0), Akira Narahashi (1/0), Daisuke Kikuchi (1/0)                                         |
| Kyoto Sanga FC    | Naohito Hirai (33/0), Yutaka Akita (14/0), Tiago (29/3), Jun Andō (5/0), Kazuki Teshima (19/0), Ryūzō Morioka (22/1), Takaaki Tokushige (45/8), Atsushi Mio (5/0), Andre (31/15), Paulinho (43/24), Daisuke Hoshi (3/0), Takuya Mikami (25/1), Daisuke Nakaharai (24/0), Hiroki Nakayama (19/3), Daisuke Saitō (48/2), Toshiya Ishii (44/1), Kazuki Kuranuki (35/5), Daigō Watanabe (47/3), Yūki Ōkubo (5/0), Noboru Kohara (3/0), Yasumasa Nishino (21/3), Daishi Katō (12/0), Yutaka Tahara (31/9), Hideaki Ueno (16/0), Takashi Hirajima (38/0), Makoto Kakuda (41/0), Yūsuke Nakatani (11/1) |
| Cerezo Osaka      | Kenji Haneda (25/0), Akihiro Sakata (4/0), Kōta Fujimoto (18/1), Kazuya Maeda (41/8), Zé Carlos (35/5), Ale (35/2), Hiroaki Morishima (5/0), Tatsuya Furuhashi (47/18), Kim Shin-young (8/1), Takuya Kokeguchi (27/1), Masayuki Yanagisawa (35/1), Kenjirō Ezoe (40/0), Rui Komatsu (32/12), Takeshi Hamada (36/0), Noriyuki Sakemoto (22/3), Yōichirō Kakitani (21/2), Yasuhito Morishima (33/6), Motohiro Yoshida (48/0), Ryūhei Niwa (23/0), Ryūichi Dōgaki (1/0), Takuya Miyamoto (28/0), Shinji Kagawa (35/5), Tatsuya Yamashita (7/0), Noboru Nakayama (7/1), Takahito Chiba (10/0), Germano (14/4) |
| Tokushima Vortis  | Jungo Kōno (20/1), Yūji Ishikawa (16/0), Yukihiro Aoba (44/1), Noriaki Tsutsui (2/0), Shōgo Nishikawa (42/1), Andre (20/0), Da Silva (35/0), Yasutaka Kobayashi (38/1), Cleberson (14/3), Kōji Kataoka (32/3), Kim Sang-woo (24/0), Yūki Ishida (30/6), Yūki Fuji (8/0), Yūya Hikichi (40/0), Daiki Niwa (45/1), Toshiaki Haji (24/6), Ryūnosuke Okamoto (17/1), Torashi Shimazu (26/0), Ryōsuke Amō (2/0), Takuto Koyama (33/3), Yasuaki Ōshima (20/1), Kenji Takahashi (7/1), Kazuyuki Mugita (9/0), Masahito Suzuki (22/0), Shingo Kumabayashi (20/0), Taketo Shiokawa (33/0), Tarō Hasegawa (23/2), Yūtarō Abe (3/0) |
| Ehime FC          | Keisuke Hada (2/0), Kōhei Matsushita (9/0), Tetsushi Kondō (40/3), Yūzō Minami (11/0), Shingo Hoshino (38/1), Hideto Inoue (29/0), Tōru Chishima (8/0), Ryōta Miki (25/2), Tomoya Kanamori (33/0), Toshiya Tanaka (28/5), Eigo Sekine (20/0), Takashi Fujii (26/0), Ryōta Moriwaki (37/1), Shūichi Akai (46/3), Shunsuke Ōyama (46/1), Ken’ichi Ego (45/1), Ryōsuke Sasagaki (3/0), Susumu Ōki (15/2), Akihiro Satō (28/0), Shōta Arai (11/1), Yōichi Kamimaru (5/0), Gō Nakamura (8/1), Shinsaku Mochidome (8/0), Yoshihiro Uchimura (40/6), Daisuke Aono (24/2), Ryōta Takasugi (12/1), Yūji Miyahara (28/1), Josimar (21/8), Yūsuke Kawakita (19/0)                                                                                  |
| Avispa Fukuoka    | Ryūichi Kamiyama (48/0), Tōru Miyamoto (47/4), Alex (45/26), Satoshi Nagano (29/0), Takanori Nunobe (44/7), Kōhei Miyazaki (29/4), Ceccoli (34/1), Lincoln (39/16), Kiyokazu Kudō (43/1), Yūsuke Tanaka (46/5), Tomokazu Nagira (11/0), Seiji Koga (8/2), Hisashi Jōgo (16/2), Tatsunori Hisanaga (42/1), Shin’ya Kawashima (33/2), Kyōhei Yamagata (37/3), Hiroyuki Hayashi (22/2), Tatsunori Yamagata (42/0), Hokuto Nakamura (3/0), Kazuyuki Ōtsuka (3/0), Yasuomi Kugisaki (6/0), Shingo Honda (4/0), Yūji Unozawa (10/0), Rafael (2/0), Naoya Shibamura (6/0), Jun Suzuki (4/0), Yū Hasegawa (9/0) |
| Sagan Tosu        | Toshimitsu Asai (14/0), Shōta Koide (17/0), Hidenori Katō (10/1), Megumu Yoshida (28/1), Kazuya Iio (35/1), Hiromasa Suguri (22/0), Takayuki Yamaguchi (27/1), Yoon Jong-hwan (26/1), Anderson (13/2), Kim Shin-young (20/6), Yūji Miyahara (4/0), Tatsuya Kamohara (5/0), Taku Akahoshi (32/0), Jun’ya Tanaka (4/0), Yoshiki Takahashi (42/2), Hiroshi Tetsuto (20/0), Keiji Takachi (44/7), Kōji Hirose (33/3), Jun’ya Yamashiro (29/1), Yasumichi Uchima (10/0), Hiroyuki Ishida (10/0), Yū Etō (22/2), Kōya Shimizu (21/2), Yoshihito Fujita (44/24), Toyoki Hasegawa (12/0), Yōsuke Nozaki (22/2), Takuma Hidaka (38/1), Leonardo (27/5), Hirotsugu Nakabayashi (2/0), Josue (3/0), Kenzō Taniguchi (4/0), Yūichi Shibakoya (30/0) |

## Statistik

### Tabelle
| Pl.                    | Verein             | Sp. | S  | U  | N  | Tore    | Diff. | Punkte |
| ---------------------- | ------------------ | --- | -- | -- | -- | ------- | ----- | ------ |
| 1.                     | Consadole Sapporo  | 48  | 27 | 10 | 11 | 066:450 | +21   | 91     |
| 2.                     | Tokyo Verdy 1969   | 48  | 26 | 11 | 11 | 090:570 | +33   | 89     |
| 3.                     | Kyōto Sanga (A)    | 48  | 24 | 14 | 10 | 080:590 | +21   | 86     |
| 4.                     | Vegalta Sendai     | 48  | 24 | 11 | 13 | 072:540 | +18   | 83     |
| 5.                     | Cerezo Osaka (A)   | 48  | 24 | 8  | 16 | 072:550 | +17   | 80     |
| 6.                     | Shonan Bellmare    | 48  | 23 | 8  | 17 | 072:550 | +17   | 77     |
| 7.                     | Avispa Fukuoka (A) | 48  | 22 | 7  | 19 | 077:610 | +16   | 73     |
| 8.                     | Sagan Tosu         | 48  | 21 | 9  | 18 | 063:660 | −3    | 72     |
| 9.                     | Montedio Yamagata  | 48  | 15 | 13 | 20 | 046:560 | −10   | 58     |
| 10.                    | Ehime FC           | 48  | 12 | 9  | 27 | 039:660 | −27   | 45     |
| 11.                    | Thespa Kusatsu     | 48  | 7  | 21 | 20 | 042:710 | −29   | 42     |
| 12.                    | Mito HollyHock     | 48  | 8  | 10 | 30 | 032:700 | −38   | 34     |
| 13.                    | Tokushima Vortis   | 48  | 6  | 15 | 27 | 031:670 | −36   | 33     |
| Stand: Ende der Saison |                    |     |    |    |    |         |       |        |

| (A) | Absteiger aus der J.League Division 1 2005: Avispa Fukuoka, Cerezo Osaka, Kyōto Sanga |

### Relegation
In der Relegation um einen Platz in der Division 1 für die kommende Saison traf Vorjahresabsteiger Kyōto Sanga als Tabellendritter auf Sanfrecce Hiroshima, Sechzehnter der Division 2. Zum dritten Mal in Folge setzte sich hierbei der Zweitligist durch; nach einem knappen 2:1 im Hinspiel in Kyōto reichte Sanga ein torloses Unentschieden in Hiroshima, um den direkten Wiederaufstieg zu bewerkstelligen.

#### Hinspiel
| Paarung        | Kyōto Sanga – Sanfrecce Hiroshima                                             |
| Ergebnis       | 2:1 (2:0)                                                                     |
| Datum          | 5. Dezember 2007                                                              |
| Stadion        | Nishikyōgoku Stadium, Kyōto                                                   |
| Zuschauer      | 12.637                                                                        |
| Schiedsrichter | Masayoshi Okada                                                               |
| Tore           | 1:0 Yutaka Tahara (28.), 2:0 Yutaka Tahara (39.), 2:1 Ryūichi Hirashige (88.) |

#### Rückspiel
| Paarung        | Sanfrecce Hiroshima – Kyōto Sanga |
| Ergebnis       | 0:0                               |
| Datum          | 8. Dezember 2007                  |
| Stadion        | Hiroshima Big Arch, Hiroshima     |
| Zuschauer      | 23.162                            |
| Schiedsrichter | Yūichi Nishimura                  |
| Tore           | keine                             |